# そして明日から
『そして明日から』（そしてあしたから）は、2003年に放映された日本のテレビドラマ。北海道函館市を舞台として、11年前に別れた父と息子の交流を通じて、現代社会において希薄になりがちな父子の絆を描写した単発ドラマである。北海道テレビ（HTB）が製作し、2003年8月30日にテレビ朝日系列で全国放映された。主演は水橋研二、小林薫。

## あらすじ
函館で調理師として働く吉岡次郎は、婚約者の相田聡子との結婚式を前にして、11年前に別れた実父の渡部寛次へ、式への招待状を出す。母の友子は猛反対、義父の泰三は当惑し、兄の一郎も彼の行為を否定する。
次郎は同じ函館で仕立て屋を営む渡部寛次のもとへ会いに行くが、寛次も式への出席を拒む。しかし寛次は、店を閉めて函館を去らなければならないという事情もあって、次郎のために礼服を仕立て始める。
そんな折に母の友子が家出し、事態は次郎の予想外の方向へと広がってゆく。

## キャスト
- 吉岡 次郎〈24〉 - 水橋研二[4]
- 渡部 寛次〈50〉 - 小林薫[4]
- 吉岡 友子〈47〉 - 永島暎子[4]
- 吉岡 泰三〈50〉 - 岩松了[4]
- 相田 聡子〈24〉 - 北川智子[4]
- 坂崎 弘子 - 鈴木砂羽[4]
- 吉岡 一郎〈28〉 - 鈴康寛[4]

## スタッフ
- 企画・原案・プロデューサー - 四宮康雅[5]
- 脚本 - 岩松了[1]
- 演出 - 多田健[6]
- 音楽 - 増本直樹[5]
- 編集 - 冨田伸子（冨田編集室）[5]

## 製作
HTBが前年に製作したドラマ『夏の約束』で、母娘の再会が描かれたこと対して、本作はプロデューサーの四宮康雅により、息子から見た父親の話を目指して製作された。これには、四宮康雅の父が病気で塞ぎがちになり、四宮が父と思うように会話ができなくなったことも背景にあった。
主人公の父が仕立て屋を営んでいる設定について、家族間において父と子の絆が現代社会で最も希薄と考えられたことに加えて、函館にはかつて150軒もあった洋服店が、撮影時の2000年代には30店に減っており、時代と共に消えいく職業と考えられたことから、その中で家族が各自の生き方を探していくことが、企画の意図とされた。
撮影は2003年6月11日から19日まで、函館市内の各地で行われた。結婚式の撮影では、エキストラの幼稚園児や合唱隊など、市民ボランティアも参加して協力した。脚本を手がけた岩松了は俳優でもあり、本作でも主人公の義父役で出演した。ドラマのタイトルは、吉田拓郎の楽曲『今日までそして明日から』をもとに、岩松により名づけられた。

## 作品の評価
朴訥な父と息子の心の通い合いや、義父がその2人の板挟みになる様子、母の葛藤、出演者の抑えた演技について好意的な感想が寄せられた。
2004年9月には、日本民間放送連盟による日本民間放送連盟賞で、番組部門の優秀賞を受賞した。この受賞においては、紳士服の仕立屋という職人気質の興味深い世界を描いた点や、函館の情景を、現実的で安定した日常の風景として描写した点が評価された。